# Pterolophia mediofuscipennis
Pterolophia mediofuscipennis är en skalbaggsart som beskrevs av Stefan von Breuning 1970. Pterolophia mediofuscipennis ingår i släktet Pterolophia och familjen långhorningar.
Artens utbredningsområde är Ghana. Inga underarter finns listade i Catalogue of Life.